# X86
x86 és un nom genèric utilitzat per a referir-se a un conjunt de microprocessadors compatibles, inciada per l'empresa Intel amb el model 8086. Intel Corporation, amb seu a Santa Clara, Califòrnia (EUA), fou fundada el 1968.
Aquesta arquitectura s'anomena així pel costum inicial d'Intel d'anomenar els processadors d'aquesta família amb noms acabats en "86": el 8086, el 80186, el 80286, el 386 i el 486. Per la incompatibilitat de registrar números com a marca, Intel i molts dels seus competidors començaren a usar noms com ara Pentium (pel que hauria estat el 586) i per als models posteriors. Actualment, Intel anomena aquest conjunt de microprocessadors IA-32 (Intel Architecture - 32 bit, Arquitectura Intel de 32 bits).

## Arquitectura
- Conjunt d'instruccions del tipus CISC.[3]
- Joc d'instruccions molt asimètric : instruccions amb múltiples cicles d'execució.
- Registres molt asimètrics : registres amb funcionalitats molt diferents.
- Coprocessador matemàtic opcional.
- Arquitectura amb pipeline d'instruccions.
- Processador superescalar.
- Processador amb Microcodi
- Registres:
  - 8086, 80186, 80286 (16 bits) : 16 registres.
  - 80386, 80486 (32 bits) : 32 bits
  - AMD Opteron, x86-64 : 64 bits
- Modes d'operació:
  - Mode real :
  - Mode protegit:
  - Mode llarg

## Dispositius
Evolució històrica :
| Data      | Marques de CPU | Grandària adreces lineals (bits) | Grandària segment/offset (bits) | Grandària adreces físiques (bits)                          | Cacaterístiques més importants |
| --------- | --- | -------------------------------- | ------------------------------- | ---------------------------------------------------------- | --- |
| 1978      | Intel 8086, Intel 8088 and clones                                                                                         | 16                               |                                 | 20                                                         | Primers microprocessadors x86 |
| 1982      | Intel 80186, Intel 80188 and clones, NEC V20/V30                                                                          | 16                               |                                 | 20                                                         | Maquinari per càlcul ràpid d'adreces, multiplicacions i divisions ràpides |
| 1982      | Intel 80286 and clones | 16                               | 14 / 16                         | 24                                                         | MMU, per Mode protegit i més espai de memòria |
| 1985      | Intel 80386 and clones, AMD Am386                                                                                         | 32                               | 14 / 32                         | 32                                                         | Joc d'instruccions de32-bit, MMU i paginat, PGA132 socket |
| 1989      | Intel 80486 and clones, AMD Am486                                                                                         | 32                               | 14 / 32                         | 32                                                         | Pipeline similar a RISC, integració de x87 FPU (80-bit), cache interna, PGA168 socket |
| 1992      | Cyrix Cx486SLC, Cyrix Cx486DLC                                                                                            | 32                               | 14 / 32                         | 32                                                         | cache L1 i pipelining introduïda a 386, PGA132 socket |
| 1993      | Pentium, Pentium MMX, RisemP6                                                                                             | 32                               | 14 / 32                         | 32                                                         | Superscalar, 64-bit databus, FPU més ràpida, MMX (2× 32-bit), Socket 7, SMP |
| 1995      | Pentium Pro | 32                               | 14 / 32                         | 36 (PAE)                                                   | traducció µ-op, instruccions de move condicional, out-of-order, register renaming, speculative execution, PAE (Pentium Pro), in-package L2 cache (Pentium Pro), Socket 8                                                                   |
| 1996      | AMD K5, Cyrix 6x86, Cyrix MII, Nx586 (1994), IDT/Centaur-C6, Cyrix III-Samuel (2000), VIA C3-Samuel2 / VIA C3-Ezra (2001) | 32                               | 14 / 32                         | 32                                                         | microarquiitectura discreta (µ-op translation) |
| 1997      | Am5x86, Cyrix 5x86, Pentium OverDrive                                                                                     | 32                               | 14 / 32                         | 32                                                         | Especificació parcial de Pentium dins de 486 platform |
| 1997      | Pentium II/III, Celeron, Xeon                                                                                             | 32                               | 14 / 32                         | 36 (PAE)                                                   | SSE (2× 64-bit), on-die L2 Cache (Mendocino, Coppermine), SLOT 1 or Socket 370 |
| 1997      | AMD K6/2/III, Cyrix III-Joshua (2000)                                                                                     | 32                               | 14 / 32                         | 32                                                         | On-die L2-Cache (K6-III, Cyrix III Joshua), 3DNow!, no PAE support, Super Socket 7 (K6-2) |
| 1999      | Athlon, Athlon XP | 32                               | 14 / 32                         | 36 (PAE)                                                   | Superscalar FPU, wide design (up to three x86 instr./clock), Slot A or Socket A, SMP |
| 2000      | Pentium 4 | 32                               | 14 / 32                         | 36 (PAE)                                                   | Deeply pipelined, 20 etapes de pipeline, Intel VT-x, Rapid Execution Engine, Execution Trace Cache, Replay system, Quad-Pumped Front-Side Bus, alta freqüència, SSE2, hyper-threading, Socket 478                                          |
| 2000      | Transmeta Crusoe, Transmeta Efficeon                                                                                      | 32                               | 14 / 32                         | 32                                                         | disseny VLIW amb x86 emulator, controlador de memòria en el dau del chip |
| 2001      | Intel Itanium IA-32 compatibility mode                                                                                    | 32                               | 14 / 32                         | N/A                                                        | Arquitectura EPIC amb on-package engine (pre-2006 chips, després usant IA-32 Execution Layer) |
| 2003      | Pentium M, VIA C7 (2005), Intel Core (2006)                                                                               | 32                               | 14 / 32                         | 36 (PAE)                                                   | Optimized for low thermal design power, four pumped FSB, μ-op fusion |
| 2003      | Athlon 64, Athlon 64 X2 (2005), Sempron (2004), Opteron                                                                   | 64                               | n/a                             | 36 (Athlon FX, Athlon, Sampron)/40 (Opteron)               | processador AMD64 (excloent 32-bit Sempron), controlador de memòria al dau del IC, HyperTransport, CMP, virtualització (AMD-V) en alguns models, Socket 754/939/940 o AM2 socket                                                           |
| 2005      | Pentium 4 Prescott F/506/516/5x1/6xx, Celeron D 3x1/3x6/355, Pentium D                                                    | 64                               | n/a                             | 36                                                         | Tecnologia EM64T, gran pipelined, 31 etapes de pipeline, alta freqüència SSE3, LGA 775 socket, CMP, x86-64 |
| 2006      | Intel Core 2 | 64                               | n/a                             | 36 (Intel Core 2, Xeon 5100 /40 (Xeon 7200/7300 on LGA771) | Processador Intel 64 processor, baixa potència, multi-core, rellotge baixa freqüència, SSE4 (Penryn), wide dynamic execution, µ-op fusion, macro-µ-op fusion, virtualització (Intel VT) en alguns models                                   |
| 2007      | Dm&p vortex86 | 32                               | 14 / 32                         | 36                                                         | in-order core amb gran pipeline, integrats sound&graphic unit(SoC), controlador de memòria en el chip, baixa freq., baix consum per ús en sistemes incrustats                                                                              |
| 2007      | AMD Phenom, AMD Phenom II (2008)                                                                                          | 64                               | n/a                             | 40 (Phenom, Athlon, Sampron)/48 (Phenom II, Opteron)       | 4 nuclis Monolithic , SSE4a, HyperTransport 3, AM2+ o AM3 socket |
| 2008      | VIA Nano | 64                               | n/a                             | 36                                                         | Out-of-order, superscalar, 64-bit (integer CPU), hardware-based encryption; molt baix consum; manegament de potència adaptatiu |
| 2008      | Intel Core i3, Core i5 and Core i7 (Nehalem/Westmere)                                                                     | 64                               | n/a                             | 40                                                         | Molts fils d'execució, Intel Turbo Boost 1.0, AES-NI, Out-of-order, QuickPath, native memory controller, L3 cache integrat al dau del IC, modular, Intel HD Graphics dintre de chip CPU (Clarkdale), LGA 1366 (Nehalem) or LGA 1156 socket |
| 2008      | Intel Atom | 32                               | 14 / 32                         | 32 (Bonnell) 36 (Bay Trailer and later)                    | Gran pipelined, molt baix consum, alguns models (Diamondville) amb 32-bit (integer CPU), GPU (Penwell, Cedarview) integrat al dau del IC                                                                                                   |
| 2010      | AMD FX | 64                               | n/a                             | 48 (FX) 52(Opteron)                                        | gran pipelined, sobre 20 etapes de pipeline, gran consum, alta freq.,primer processador 8 nuclis de consum, CMT (Clustered Multi-Thread), FMA, OpenCL, 64 socket per chipset.                                                              |
| 2011      | AMD APU C, E and Z Series (Bobcat)                                                                                        | 64                               | n/a                             | 36                                                         | Out-of-order, 64-bit (integer CPU), GPU integrat al dau del IC; baix consum (Bobcat), Socket FM1 (Desktop) |
| 2011      | AMD APU A and E Series (Llano)                                                                                            | 64                               | n/a                             | 40                                                         | GPU integrat al dau del IC, primera generació APU |
| 2011      | AMD APU A Series (Bulldozer, Trinity and later)                                                                           | 64                               | n/a                             | 48                                                         | SSE5/AVX (4× 64-bit), disseny modular, GPU integrat al dau del IC, Socket FM2 or Socket FM2+, GPGPU |
| 2011      | Intel Core i3, Core i5 and Core i7 (Sandy Bridge/Ivy Bridge)                                                              | 64                               | n/a                             | 42                                                         | Internal Ring connection, Intel Turbo Boost 2.0, F16C AVX, GPGPU, Micro-operation cache (Uop Cache), gran pipeline (14 a 19 etapes), LGA 1155 socket.                                                                                      |
| 2012      | Intel Xeon Phi (Larrabee)                                                                                                 | 64                               | n/a                             | 36                                                         | many integrated core (MIC) architecture (w/62), in-order P54C with x86-64, very wide vector unit, LRBni instructions (8× 64-bit), 4 fils d'execució per nucli.                                                                             |
| 2013      | Intel Core i3, Core i5 and Core i7 (Haswell/Broadwell)                                                                    | 64                               | n/a                             | 44                                                         | AVX2, FMA3, TSX, BMI1, BMI2 and ABM instructions, Intel ADX, Fully integrated voltage regulator (FIVR), Intel Turbo Boost 3.0 Max(Broadwell-E), alta frq. de rellotge, LGA 1150 socket                                                     |
| 2015/2016 | Intel Core i3, Core i5 and Core i7 (Skylake/Kaby Lake/Cannonlake)                                                         | 64                               | n/a                             | 46                                                         | Out-of-order, 64-bit (integer CPU), AVX-512, Intel SGX, Intel MPX, rellotge més elevat, southbridge integrat al dau del IC, integrat al dau del IC x86 MIC array GPU, SoC, MIC                                                             |

n/a : no aplica